# 京都府道135号嵯峨嵐山停車場線
京都府道135号嵯峨嵐山停車場線（きょうとふどう135ごう さがあらしやまていしゃじょうせん）は、京都府京都市右京区を通る一般府道である。

## 概要
京都市右京区嵯峨天龍寺車道町から京都市右京区嵯峨天龍寺北造路町に至る。JR西日本嵯峨野線 嵯峨嵐山駅がJRにおける嵯峨や嵐山観光の最寄駅となっているため、大勢の人々が通る。

### 路線データ
- 起点：京都市右京区嵯峨天龍寺車道町（JR西日本嵯峨野線 嵯峨嵐山駅前）
- 終点：京都市右京区嵯峨天龍寺北造路町（長辻通、京都府道29号宇多野嵐山山田線交点）

## 地理

### 通過する自治体
- 京都市（右京区）

### 交差する道路
| 交差する道路                 | 交差する場所       | 交差する場所 |
| ---------------------------- | ------------------ | ------------ |
| 京都府道29号宇多野嵐山山田線 | 嵯峨天龍寺北造路町 | 終点         |

### 沿線
- JR西日本嵯峨野線 嵯峨嵐山駅
- 嵯峨野観光鉄道嵯峨野観光線 トロッコ嵯峨駅
- 京都中央信用金庫 嵐山支店
- 京福電気鉄道嵐山本線
  - 嵐電嵯峨駅 - 嵐山駅
- 京都嵯峨郵便局
- 天龍寺（世界遺産）